# Neviđane
Neviđane so naselje ob istoimenskem zalivu na severovzhodni strani otoka Pašmana, ki upravno spada pod občino Pašman Zadrske županije.
Neviđane so vas, ki jo sestavljata dva dela. Starejši del vasi je od obale oddaljen okoli 300 m, novejši del pa je zgrajen ob morski obali.

## Zgodovina
Neviđane se v starih listinah prvič omenjajo 1067. Kraj je dobil ime po bližnjem samostanu Nevijane, ki so ga tu postavili v zgodnjem srednjem veku. Ob današnji župnijski cerkvi, postavljeni v 19. stol. so ruševine starejše cerkve zgrajene leta 990 in obnovljene v 15. stoletju. Zahodno od naselja so ruševine cerkvice sv.Martina iz 9. do 11. stol. Na griču Binjak so našli ostanke ilirske utrdbe, pod gričem pa so ostanki rimskega naselja.

## Demografija
| Pregled števila prebivalcev po letih | Pregled števila prebivalcev po letih | Pregled števila prebivalcev po letih | Pregled števila prebivalcev po letih | Pregled števila prebivalcev po letih | Pregled števila prebivalcev po letih | Pregled števila prebivalcev po letih | Pregled števila prebivalcev po letih | Pregled števila prebivalcev po letih | Pregled števila prebivalcev po letih | Pregled števila prebivalcev po letih | Pregled števila prebivalcev po letih | Pregled števila prebivalcev po letih | Pregled števila prebivalcev po letih | Pregled števila prebivalcev po letih |
| ------------------------------------ | ------------------------------------ | ------------------------------------ | ------------------------------------ | ------------------------------------ | ------------------------------------ | ------------------------------------ | ------------------------------------ | ------------------------------------ | ------------------------------------ | ------------------------------------ | ------------------------------------ | ------------------------------------ | ------------------------------------ | ------------------------------------ |
| 1857                                 | 1869                                 | 1880                                 | 1890                                 | 1900                                 | 1910                                 | 1921                                 | 1931                                 | 1948                                 | 1953                                 | 1961                                 | 1971                                 | 1981                                 | 1991                                 | 2001                                 |
| 265                                  | 428                                  | 323                                  | 381                                  | 452                                  | 469                                  | 495                                  | 574                                  | 663                                  | 651                                  | 581                                  | 646                                  | 607                                  | 628                                  | 397                                  |